# Fromelles

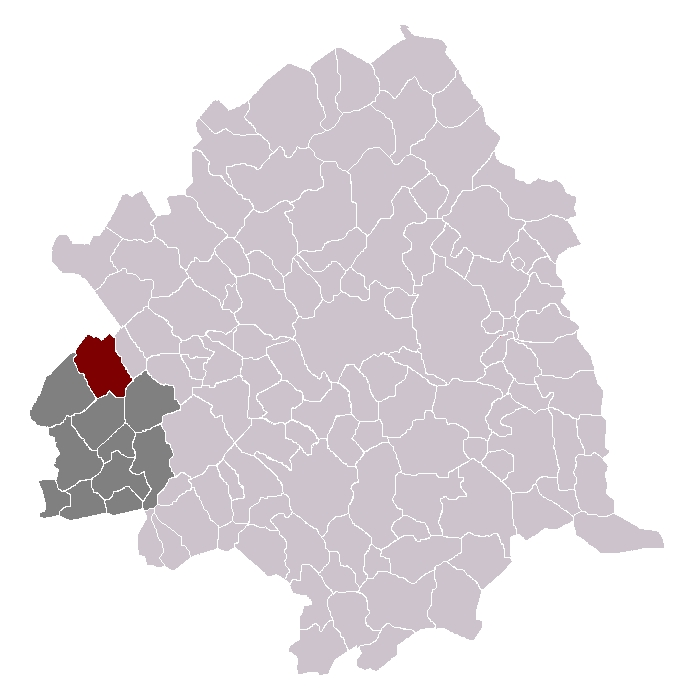
Ubicació de Fromelles dins del cantó i el districte

Fromelles és un municipi francès, situat a la regió dels Alts de França, al departament del Nord. L'any 2006 tenia 893 habitants. Limita al nord-est amb Le Maisnil, al sud-est amb Fournes-en-Weppes, al sud amb Herlies, al sud-oest amb Aubers i al nord-oest amb Fleurbaix.

## Demografia
| 1962                                       | 1968 | 1975 | 1982 | 1990 | 1999 | 2006 |
| ------------------------------------------ | ---- | ---- | ---- | ---- | ---- | ---- |
| 602                                        | 603  | 694  | 751  | 887  | 961  | 893  |
| Des de 1962: població sense dobles comptes |      |      |      |      |      |      |

## Administració
| Període | Identitat       | Partit |
| ------- | --------------- | ------ |
| 2001-   | Hubert Huchette |        |